# Enrique Cerezo Senís
Enrique Cerezo Senís (Valencia, 2 de junio de 1908-México, 8 de noviembre de 1985) fue un abogado y político español. Miembro del Partido Socialista Obrero Español (PSOE), fue elegido diputado a Cortes en las elecciones generales de 1936 por la circunscripción electoral de Valencia dentro de las listas del Frente Popular. Al finalizar la Guerra Civil debió marchar al exilio en México, donde colaboró con La Nostra Revista y Senyera, esta última publicada por la Casa de Valencia en México.